# شهرداری آلویا
شهرداری آلویا (به لاتین: Aloja Municipality) یک شهرداری در کشور لتونی است.

## خصوصیات
شهرداری آلویا ۶٬۱۵۲ نفر جمعیت دارد.